# Encelia nutans
Encelia nutans là một loài thực vật có hoa trong họ Cúc. Loài này được Eastw. mô tả khoa học đầu tiên năm 1891.